# A. G. Kruger
Pour les articles homonymes, voir Kruger.
Alfred George « A.G. » Kruger III (né le 18 février 1979 à Sheldon, Iowa) est un athlète américain, spécialiste du lancer du marteau.

## Biographie
Il est né le 18 février 1979 à Sheldon dans l'Iowa (États-Unis).
Il se classe 14e du marteau aux championnats des États-Unis de 2002 à Palo Alto avec un lancer à 64,59 m.
Il porte son record personnel à 79,26 m le 5 août 2004 à Berea. La même année, il se classe 2e du marteau aux championnats des États-Unis de 2004 à Sacramento (CA) avec un lancer à 76,02 m.
Il se classe 3e du marteau aux championnats des États-Unis de 2005 à Carson (CA) avec un lancer à 71,48 m. 
Il a remporté le marteau aux championnats des États-Unis de 2006 à Indianapolis avec un lancer à 75,81 m. 
Il a remporté le marteau aux championnats des États-Unis de 2007 à Indianapolis (IN) avec un lancer à 78,10 m. Cette même année, il se marie avec sa femme, Laura. Ils auront leur premier enfant, un garçon, en août 2011. Cet enfant sera baptisé Alfred George Kruger IV.
Il a remporté le marteau aux championnats des États-Unis de 2009 à Eugene (Oregon) avec un lancer à 75,31 m.
Il se classe 4e du marteau aux championnats des États-Unis de 2010 à Des Moines avec un lancer à 73, 90 m.
Il se classe 3e du marteau aux championnats des États-Unis en salle de 2011 à Eugene avec un lancer à 73,01 m.
Il se classe 3e du marteau aux championnats des États-Unis de 2012 à Eugene avec un lancer à 73,93 m.
Il a remporté le marteau aux championnats des États-Unis de 2013 à Des Moines (IA) avec un lancer à 75,52 m.
Il se classe 2e au marteau aux championnats des États-Unis de 2014 à Sacramento avec un lancer à 73,34 m.
Il se classe 3e au marteau aux championnats des États-Unis de 2015 à Eugene avec un lancer à 76,01 m.

## Records

### Records personnels
- Lancer du marteau : 79,26 m à Berea (Ohio) le 5 août 2004
- Lancer du disque : 52,88 m à Edwardsville (IL) le 25 mai 2001